# Ujazd Górny (stacja kolejowa)
Ujazd Górny – zamknięta w sierpniu 1989 roku stacja kolejowa w Ujeździe Górnym, w gminie Udanin, w powiecie średzkim, w województwie dolnośląskim, w Polsce. Została otwarta w dniu 1 września 1895 roku.